# ロバの音楽座
ロバの音楽座（ろばのおんがくざ）は、古楽器と空想楽器（創作楽器）を使い、器楽合奏、コーラス、音楽劇、仮面劇をする合奏団。
1973年に結成した中世・ルネサンス音楽を演奏するカテリーナ古楽合奏団を母体とし、子ども達の為の合奏団として1982年に結成する。第3回キッズデザイン賞、創造教育デザイン部門金賞(経済産業大臣賞)ほか数々の受賞歴がある。東京都立川市にある古楽の小屋「ロバハウス」を拠点として、全国のホール、全国おやこ劇場子ども劇場、小学校、幼稚園・保育園を中心に、保育系の大学など幅広く公演活動を行っている。また創作楽器のワークショップや教育関係者の向けてたレクチャーコンサートも行っている。

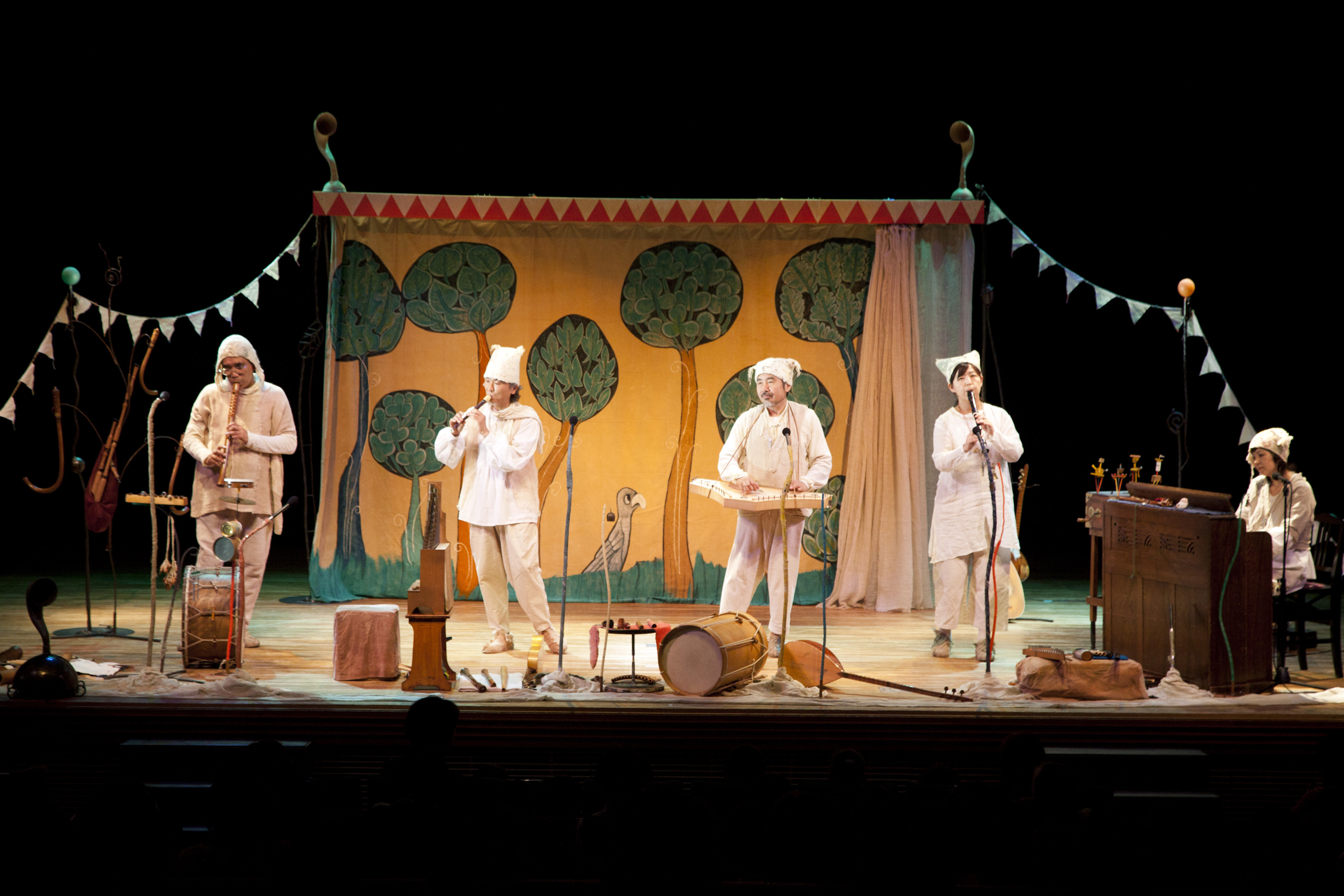
2011年「森のオト」厚生労働省社会保障審議会特別推薦文化財作品

## メンバー
- 松本雅隆（まつもと がりゅう）
  - バグパイプ・ハーディ・ガーディ、ルネサンスギター・パンパイプ・クルムホルン・テイバーパイプ・コルネット・プサルタリー・歌・他
- 上野哲生（うえの てっせい）
  - リュート、サズ、サントゥール、プサルタリー、ラウタ、ダフ、歌　他
- 冨田りぐま（とみた りぐま）
  - ポルタティーフ・オルガン、足踏みオルガン、コンサーティーナ、歌　他
- 大宮まふみ（おおみや まふみ）
  - リコーダー、フルート、ボウドプサルテリー、パンパイプ、歌　他
- 長井和明（ながい かずあき）
  - セルパン、クルムホルン、ブンパカパッパ、リコーダー、テナードラム、歌　他
- 松本更紗（まつもと さらさ）
  - ヴィオラ ダ ガンバ、ダンス、歌　他

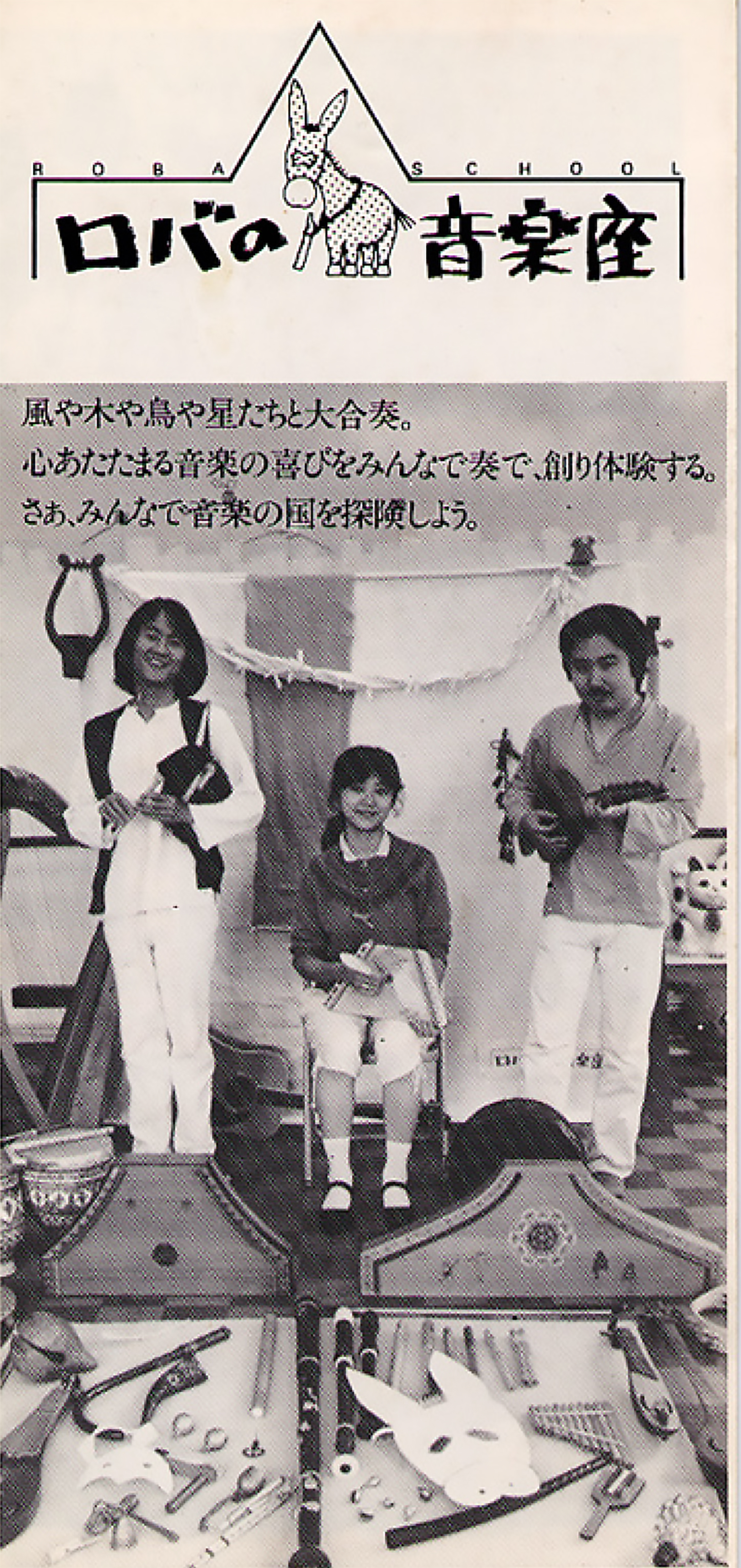
1983年 　　結成メンバー

　メンバーは作品によって4名編成から最大7名編成になる。
元メンバー
- 塙純子=ハープ、歌、他結成メンバー
- 須藤みぎわ=リコーダー
- クリストファー  ハーディー=パーカッション
- 吉田水子=コントラバス、フィーデル、他
- 染谷太郎=パーカッション、ダルブッカ、マリンバ、テナードラム、他
- 飯塚直子=リコーダー、パーカッション、バグパイプ、歌

経歴
- 1973年、松本雅隆により中世・ルネサンス時代のヨーロッパ音楽を当時の復元楽器を使って演奏するカテリーナ古楽合奏団を結成。ロバを題材に吟遊詩人の歌があり、松本はその詞を日本語に訳し「ロバの詩」としてカテリーナのレパートリーにする。ロバを歌ったこの詩に強いインスピレーションを感じ取り、ロバの音楽座、ロバハウス（カテリーナ古楽合奏団、ロバの音楽座のアトリエ）が生まれる。
- 1980年、「みみをすます」というコンセプトで毎年夏、子ども達のための音の創造学校「ロバの学校」が始まる。ここで生まれた素材がロバの音楽座のレパートリーとなっていく。
- 1982年、松本雅隆の提案により上野哲生、塙純子により、子ども達のための合奏団「ロバの音楽座」が結成される。「手作り音楽会」で幼稚園、保育園を中心に公演が始まる。1984年「愉快なコンサート」を初演し1988年に音楽団体としては初めて「厚生省中央児童福祉審議会の特別推薦文化財作品」に選ばれる。
- 1985年「ロバの詩」初演。現メンバーの冨田りぐま、元メンバー須藤みぎわ（リコーダー）、橋本フサヨ（パントマイマー）が加わる。全国おやこ劇場子ども劇場や学校公演を全国で展開。後に現メンバー大宮まふみ、吉田水子（コントラバス）が加わる。
- 1991年「ガランピーポロン音楽会」初演。この作品は全国おやこ劇場子ども劇場において4年間で500ステージを公演するヒット作となる。クリストファー  ハーディー（パーカッション）が加わる。
- 1992年、ロバの音楽座、カテリーナ古楽合奏団の事務室、稽古場、ライブスペースである珪藻土で出来たキノコのような建物「ロバハウス」が立川市に完成。古楽の発信拠点となる。古楽演奏、民族音楽はもとより内外のいろんなジャンルのアーティストが集う場となっている。谷川俊太郎&谷川賢作の公演は10年来毎年5月5日に開かれている。また12月に開かれるロバの音楽座「ロバのクリスマス」は全国より大勢のファンが集まる。CD「ガランピーポロン」発売。CDに関しての制作・販売部門を「クルムホルンレコード」としてスタート。
- 1995年、「ジグの空想音楽会」初演。この作品は1998年、東京都優秀児童演劇選定優秀賞を受賞。1996年、CD「ジグ・空想の船」発売。
- 1997年、ルーマニアで開催された国際古楽フェスティバルに招聘される。現地のサウンドスケープを取り入れたCD絵本「ロバの音さがし」発売。
- 2000年、「トーナドーナの音楽会」初演。また、山下洋輔＋ロバの音楽座「もけらもけらコンサート」初演。全国のホールで公演をする。染谷太郎(パーカッション)が加わる。
- 2001年、05年NHK『おかあさんといっしょ』にゲスト出演。
- 2004年、NHK教育ショートアニメ『パンツぱんくろう』『からだであそぼ』の音楽を松本雅隆が作曲。ロバの音楽座で演奏。
- 2005年、東映教育映画『みみをすます』に谷川俊太郎と出演。日本視聴覚教育協会の「教育映像祭」で、最優秀作品賞（文部科学大臣賞）。「キネマ旬報」の文化映画年間ベスト10で第七位。
- 2006年、ジブリアニメ『ゲド戦記』の録音に参加。
- 2007年、イチローの出演するENEOSのCM音楽を松本雅隆が作曲。ロバの音楽座で演奏。
- 2008年、NHK教育テレビ「ヒミツのちからんど」のちからマスターとして出演。
- 2008年、「らくがきブビビのコンサート」初演。飯塚直子（リコーダー）が加わる。
- 2009年、ロバの音楽座の音楽活動、ワークショップ、CD制作などトータルな創造的活動とデザインが評価され、第3回キッズデザイン賞・創造教育デザイン部門において金賞〈経済産業大臣賞〉を受賞する。
- 2011年、「らくがきブビビのコンサート」が2010年度厚生労働省社会保障審議会推薦児童福祉文化財特別推薦作品に選ばれる。
- 2015年、NHK教育「いないいないばぁっ!!」のうーたん人形劇場音楽を担当。「コンサートのぼうけん」初演。
- 2016年、「森のオト」が厚生労働省社会保障審議会特別推薦文化財作品に選ばれる。
- 2019年、CD絵本「ピーターとおおかみ」を発売。
- 2020年、「第20回アシテジ世界大会」に「楽器の国へようこそ」の演目で出演。

## ディスコグラフィー

### CD
全てクルムホルンレコードより購入可能 (一部在庫切れ有り)
| CDタイトル                   | 発売年 | レーベル  |
| ---------------------------- | ------ | --------- |
| ガランピーポロン             | 1992   | Kromhoorn |
| 「ジグ」空想の船             | 1996   | Kromhoorn |
| ロバの音探し                 | 1998   | Kromhoorn |
| まぬけなリュウの話           | 2001   | Kromhoorn |
| ロバのクリスマス             | 2003   | Kromhoorn |
| トーナドーナ                 | 2002   | Kromhoorn |
| ぽかぽかぽ                   | 2005   | Kromhoorn |
| プレゼント                   | 2007   | Kromhoorn |
| ブビビ                       | 2009   | Kromhoorn |
| ぽかぽかぽ II                | 2010   | Kromhoorn |
| ロバのクリスマス part2       | 2013   | Kromhoorn |
| 森のオト                     | 2013   | Kromhoorn |
| ロバセレクト                 | 2015   | Kromhoorn |
| CD絵本「ピーターとおおかみ」 | 2019   | garanpi   |

### DVD
以下は廃盤
| DVDタイトル    | 発売年 | レーベル  |
| -------------- | ------ | --------- |
| 音さがしの小箱 | 2005   | Kromhoorn |